# Affodil-familien
Affodil-familien (Asphodelaceae) er en plantefamilie under Asparges-ordenen, udbredt i Afrika (med tyngden i Sydafrika), Middelhavsområdet, Centralasien og på New Zealand. Familien består af stauder, buske og kortstammede træer, der danner rosetter af bladene. Bladene sidder i spiral eller toradet, og de er ofte kødfulde med tandet rand. Blomsterstanden er et aks eller en top. Her omtales kun de slægter, der er repræsenteret ved arter, som er vildtvoksnede i Danmark, eller som dyrkes her.
| Slægter |

- Aloe (Aloë)
- Astroloba
- Kejserlys (Asphodeline)
- Affodil (Asphodelus)
- Bulbine
- Bulbinella
- Chortolirion
- Steppelys (Eremurus)
- Gasterhaworthia
- Gasteria
- Haworthia
- Jodrellia
- Raketblomst (Kniphofia)
- Lomatophyllum
- Poellnitzia
- Trachyandra